# レオタードゆり
レオタードゆり（1993年7月18日 - ）は、日本のお笑い芸人。事務所には所属せずに活動しているが、2023年2月まではライブハウス「ラスタ池袋」の所属タレント扱いとなっていた。

## 来歴・人物
栃木県出身。妹がいる。作新学院高等学校、東京女子体育大学卒業。中学生の時から9年連続で、体操競技で国体に栃木県代表で出場。
大学卒業後、東京・原宿の劇場『ラスタ原宿』（のち2018年12月に池袋に移転して『ラスタ池袋』）の正社員となり、一方で元々お笑い好きでもあったことから、その裏方として働きながら、出演している芸人たちを毎日見ているうちに、一度自分も舞台を経験してみたいと思ってR-1ぐらんぷりに出場、初出場した2018年は3回戦まで進出。本人曰く、この年は東京アマチュアで一番勝ち上がったとのこと。その後も、ライブのMCやその間にネタをするなどお笑いなどの活動をしている。
その後も、賞レースでは同じ大学の体操部の2年後輩で女優志望の「レオタードさいか」とコンビ「れんあいレオタード」で出場したこともあり、M-1グランプリ2018では「ナイスアマチュア賞」受賞、女芸人No.1決定戦 THE Wでは2018年はピンで、2019年はれんあいレオタードとして、2年連続で準決勝まで進出した。
2023年2月いっぱいでラスタ池袋を退職。
2024年6月から同年9月まで、女子体操サークル「Jts CheerZ」で活動。その後、このサークルのメンバーとして一緒だった横山天音とのユニット「フラワーヘブン」で活動することがあり、同年にはこのユニットでM-1グランプリ、女芸人No.1決定戦 THE Wにも出場している。
本人曰く、学生時代は「自分の殻に閉じこもっちゃう」人間で、人目をよく気にして、人との付き合いが苦手だった方とのこと。自分のことを知ってくれた人と会うと、「ネタのイメージと違う」と言われたり、友達からは「変わってる」と言われることもあるという。また、レオタードを着る時に体型がくっきり出ることから、痩せたいといつも思っているという。
一度病気で死にかけたことがあり、その証しとして腹の手術痕をtwitterで見せたことがある。

## 芸風
主にレオタードを着用し、バレエショートパンツを穿いた恰好でネタ、パフォーマンスを披露。ピンでの持ちネタは、倒立やV字バランス、バック転などを披露しながら「体操あるある」を繰り出すものなどがある。「YES!レオタード!」などの決め台詞がある。
2019年1月1日未明（2018年12月31日）に放送された『ぐるぐるナインティナイン ～おもしろ荘!日本で一番早いネタ祭!』では、当日ゲストの菅田将暉とコラボして、ゆりが三点倒立して180度開いた脚の間から菅田が顔を出し「初日の出！」というネタを披露して注目された。

## 出演

### テレビ
- あらびき団 あら-1グランプリ2018（TBS）
- ぐるぐるナインティナイン ～おもしろ荘!日本で一番早いネタ祭!（日本テレビ）- 2019年1月1日（2018年12月31日未明）[注 1]
- ダウンタウンのガキの使いやあらへんで!!（日本テレビ）- 2019年1月27日『山-1グランプリ』
- ウチのガヤがすみません!（日本テレビ）- 2018年12月25日[15]、2019年1月8日[16]
- そろそろ にちようチャップリン（テレビ東京）- 2019年2月23日
- ネタパレ（フジテレビ）- 2020年2月21日
- 超かわいい映像連発!どうぶつピース!!（テレビ東京）- 2020年4月4日

### ラジオ
- 湘南ラジオタウン〜レオタードゆりのホッピングパーク〜（FM湘南）- 日曜日21:00〜23:00。2023年4月2日から毎月1回レギュラー出演[17][18]。

### Web配信
- SILENT SIREN×吉田尚記 dスタジオ 第58回（ニコニコ動画）
- バラエティ開拓バラエティ 日村がゆく（AbemaTV）